# Тарко-Сале
Та́рко-Сале́ (рос. Тарко-Сале, ненец. Тарка’ саля, Таӆка’ хаӆя) — місто, центр Пурівського району Ямало-Ненецького автономного округу Тюменської області, Росія. Адміністративний центр та єдиний населений пункт Тарко-Салинського міського поселення.

## Географія
Розташований між річками Пякупур і Айваседапур, на правому березі річки Пякупур. Місцевість рівнинна. Територія заболочена, є безліч озер і річок різної площі та водотоку, переважає зона лісотундри, хвойні ліси по акваторії річок.

### Клімат
Місто знаходиться у зоні, котра характеризується континентальним субарктичним кліматом. Найтепліший місяць — липень із середньою температурою 16.1 °C (60.9 °F). Найхолодніший місяць — січень, із середньою температурою -24.8 °С (-12.6 °F).
| Клімат Тарко-Сале       | Клімат Тарко-Сале | Клімат Тарко-Сале | Клімат Тарко-Сале | Клімат Тарко-Сале | Клімат Тарко-Сале | Клімат Тарко-Сале | Клімат Тарко-Сале | Клімат Тарко-Сале | Клімат Тарко-Сале | Клімат Тарко-Сале | Клімат Тарко-Сале | Клімат Тарко-Сале | Клімат Тарко-Сале |
| Показник                | Січ.              | Лют.              | Бер.              | Квіт.             | Трав.             | Черв.             | Лип.              | Серп.             | Вер.              | Жовт.             | Лист.             | Груд.             | Рік               |
| Абсолютний максимум, °C | 2                 | 2                 | 10                | 12                | 27                | 33                | 36                | 30                | 23                | 16                | 3                 | 0                 | 36                |
| Середній максимум, °C   | −20               | −18               | −12               | −3                | 3                 | 14                | 20                | 17                | 9                 | −1                | −13               | −19               | −2                |
| Середня температура, °C | −24,8             | −24               | −16,6             | −8,3              | −0,3              | 10,4              | 16                | 12,4              | 5,9               | −4,4              | −16,7             | −21,9             | −6                |
| Середній мінімум, °C    | −29               | −28               | −25               | −15               | −5                | 5                 | 10                | 7                 | 2                 | −7                | −22               | −28               | −11               |
| Абсолютний мінімум, °C  | −57               | −61               | −53               | −40               | −31               | −8                | −1                | −6                | −17               | −42               | −52               | −58               | −61               |
| Норма опадів, мм        | 28.6              | 22.3              | 26.9              | 30.5              | 36.1              | 54.2              | 61.7              | 73.9              | 56.9              | 53.9              | 39.6              | 31.5              | 516.1             |
| Днів з дощем            | 10                | 11                | 13                | 8                 | 9                 | 8                 | 8                 | 9                 | 11                | 13                | 11                | 11                | 127               |
| Вологість повітря, %    | 80                | 78                | 77                | 72                | 72                | 68                | 69                | 79                | 82                | 86                | 81                | 80                | 77                |
| ----------------------- | ----------------- | ----------------- | ----------------- | ----------------- | ----------------- | ----------------- | ----------------- | ----------------- | ----------------- | ----------------- | ----------------- | ----------------- | ----------------- |
| Джерело: Weatherbase    |                   |                   |                   |                   |                   |                   |                   |                   |                   |                   |                   |                   |                   |

## Історія
Тарко-Сале було засноване 1932 року як селище. «ненец. Талка саля» означає «поселення між річок».

## Населення
Населення — 21665 осіб (2017, 20398 у 2010, 18517 у 2002).

## Постаті
- Сидоренко Ярослав Володимирович (1977—2022) — молодший сержант НГУ, учасник російсько-української війни.